# كأس التحدي الإسكتلندي 1994–95
كأس التحدي الإسكتلندي 1994–95 (بالإنجليزية: 1994–95 Scottish Challenge Cup)‏ هو موسم من كأس التحدي الإسكتلندي ‏. كان عدد الأندية المشاركة فيه 30، وفاز فيه نادي أردريونيانز.